# 1652 Ерже
1652 Ерже (енгл. 1652 Herge) је астероид главног астероидног појаса са средњом удаљеношћу од Сунца која износи 2,251 астрономских јединица (АЈ).
Апсолутна магнитуда астероида је 13,2.